# Notre-Dame-du-Laus
Notre-Dame-du-Laus è un comune del Canada, situato nella provincia del Québec, nella regione di Laurentides.